# Lycaeides alpophila
Lycaeides alpophila är en fjärilsart som beskrevs av Ruggero Verity 1919. Lycaeides alpophila ingår i släktet Lycaeides och familjen juvelvingar. Inga underarter finns listade i Catalogue of Life.